# Sarah Strange
Sarah Strange (* 6. September 1974 in Vancouver, British Columbia, Kanada) ist eine kanadische Schauspielerin.

## Leben
Sarah Strange wurde als Tochter der Drehbuchautoren Lynn Susan und Marc Strange in Vancouver geboren. Anfänglich wollte sie Ärztin werden, doch während ihrer High School reifte in ihr der Entschluss eine künstlerische Laufbahn einzuschlagen. Sie wirkte an Schulaufführungen mit und startete nach ihrer Highschoolzeit ihre Film- und Fernsehkarriere. Ihr Schauspieldebüt feierte sie Anfang der 1990er Jahre in der kanadischen Fernsehserie Madison. Des Weiteren synchronisierte Strange damals Ranma Saotome in der Animeserie Ranma ½. Es folgten Gastrollen in weiteren Fernsehserien, wie Dark Angel, Outer Limits – Die unbekannte Dimension, sowie Nebenrollen in Da Vinci’s Inquest und ReGenesis.

## Auszeichnungen
Strange hat im Verlauf ihrer Karriere mehrere Gemini Award – dem kanadischen Pendant zum Emmy Award – Nominierungen erhalten, konnte die Auszeichnung allerdings bisher nur einmal gewinnen: für ihre Mitwirkung in der kanadischen Fernsehserie Neon Rider (1995).

## Filmografie (Auswahl)
- 1992–1994: Neon Rider (Fernsehserie, 3 Folgen)
- 1993, 1997: Madison (Fernsehserie, 6 Folgen)
- 1995–1998: Outer Limits – Die unbekannte Dimension (The Outer Limits, Fernsehserie, 3 Folgen)
- 1996: Sliders – Das Tor in eine fremde Dimension (Sliders, Fernsehserie, Folge 2x10)
- 1998–2005: Da Vinci’s Inquest (Fernsehserie, 84 Folgen)
- 2002: Dark Angel (Fernsehserie, Folge 2x13)
- 2004–2005: Life As We Know It (Fernsehserie, 10 Folgen)
- 2004: The L Word – Wenn Frauen Frauen lieben (The L Word, Fernsehserie, Folge 1x08)
- 2004: Pursued – Ein Headhunter kennt keine Gnade (Pursued)
- 2004–2007: ReGenesis (Fernsehserie, 23 Folgen)
- 2005: White Noise – Schreie aus dem Jenseits (White Noise)
- 2006: Kaliber 45 (.45)
- 2006–2008: Men in Trees (Fernsehserie, 35 Folgen)
- 2006: Stargate – Kommando SG-1 (Stargate SG-1, Fernsehserie, Folge 10x03)
- 2008: Stargate: The Ark of Truth
- 2009: The Zero Sum
- 2009: Murdoch Mysteries (Fernsehserie, Folge 2x01)
- 2010: Life Unexpected – Plötzlich Familie (Life Unexpected, Fernsehserie, 2 Folgen)
- 2011: Call Me Fitz (Fernsehserie, Folge, Folge 2x02)
- 2011: Endgame (Fernsehserie, Folge 1x05)
- 2012: The Pregnancy Project (Fernsehfilm)
- 2012: The Killing (Fernsehserie, Folge 2x03)
- 2013–2019: Garage Sale Mystery (Fernsehreihe, 16 Folgen)
- 2014: Honor Student (Fernsehfilm)
- 2014: Motive (Fernsehserie, Folge 2x07)
- 2015: Weihnachten auf Umwegen (A Christmas Detour, Fernsehfilm)
- 2016: Kindergarten Cop 2
- 2016: On the Farm (Fernsehfilm)
- 2019: A Summer Romance (Fernsehfilm)
- 2019: Christmas at Dollywood (Fernsehfilm)
- 2020: Legends of Tomorrow (Fernsehserie, 7 Folgen)
- 2022: Caught in His Web (Fernsehfilm)
- 2022: Must Love Christmas (Fernsehfilm)
- 2024: Wild Cards (Fernsehserie, Folge 1x05)
- 2024: Sight Unseen (Fernsehserie, Folge 1x07)
- 2024: Forbidden Fruit – A Curious Caterer Mystery (Fernsehfilm)
- 2024: Death at the Diner – Aurora Teagarden Mysteries (Fernsehfilm)